# 原の辻ガイダンス
原の辻ガイダンス（はるのつじガイダンス, Harunotsuji Guidance）は、長崎県壱岐市にある「原の辻一支国王都復元公園」のガイダンス施設。原の辻遺跡発掘の歴史や復元公園整備記録の展示の他、勾玉づくり、ガラス玉づくりなどの体験ができる。壱岐神楽の展示もある。

## 概要
1923年（大正12年）に原の辻遺跡で地元教師が弥生土器や石器を発見したことが最初である。その後多くの発掘調査の資料が原の辻ガイダンスの前身である「壱岐・原の辻展示館」に収蔵されていたが同館は2009年（平成21年）8月31日で閉館され、遺跡の北方に新しく建設された壱岐市立一支国博物館（2010年（平成22年）3月14日開館）に改めて収蔵された。平成22年3月14日に一支国博物館の開館にあわせてリニューアルオープン。「原の辻一支国王都復元公園」のガイダンス施設としての展示の他、勾玉づくり、ガラス玉づくりなど各種体験もできる。

## 主な展示品
- 発掘調査の歴史、復元公園整備の記録
- 火おこし、勾玉づくり、ガラス玉づくりなど古代生活体験
- 壱岐神楽

## 利用情報
- 開館時間 - 9時 - 17時（入館は16時30分まで）
- 休館日 - 毎週水曜日、年末年始（12月29日～1月3日）　臨時休館あり

## 交通アクセス
- 郷ノ浦港、芦辺港から車で20分

## 周辺情報
- 原の辻遺跡（隣接）
- 壱岐市立一支国博物館
- 安国寺 (壱岐市)
- 幡鉾川